# Systembolaget
Systembolaget (familièrement appelé systemet ou bolaget et dont la traduction littérale serait « l'entreprise du système/réseau », sous-entendu de vente d'alcool) est une chaîne de magasins de vins et de spiritueux appartenant à l'État suédois et à but non lucratif qui détient le monopole des ventes au détail de boissons alcoolisées de plus de 3,5 degrés en Suède. Elle s'intègre dans la politique suédoise de stricte régulation de la vente d'alcool par l'État ainsi que de taxation en fonction du degré d'alcool du produit (et non en fonction du prix) pour freiner la consommation. La vente est interdite aux moins de 20 ans.

## Origine
Le monopole a été instauré pour limiter les problèmes liés à l’alcool. À partir de 1850, l’État commence à intervenir dans la régulation de la vente d’alcool dans certaines régions et un référendum est organisé en 1922 pour la prohibition, rejetée à une faible majorité (51 % se prononcent contre). En 1955, le systembolaget est mis en place.
En 1995, la Suède intègre l'Union européenne. Elle maintient son système de monopole sur les ventes d'alcool, mais promet un marché égalitaire pour les fournisseurs.
La Suède et la Finlande sont les deux seuls pays membres de l'Union européenne à bénéficier d'une exception aux règles de libre circulation des biens autorisant un monopole public sur les ventes d'alcool.

## Règles
Plusieurs lois et règles régissent le fonctionnement des points de vente du Systembolaget :
- Tous les produits, y compris les canettes de bière et les bouteilles, sont vendus au détail (sauf quelques exceptions).
- Les offres, telles que « un produit acheté, un gratuit » et les réductions octroyées selon la quantité achetée sont interdites.
- Aucun produit ne peut être favorisé et ce quel que soit le pourcentage d'alcool, de sorte que dans la pratique, toutes les bouteilles (y compris la bière) doivent être réfrigérées, ou aucune. C'est habituellement la deuxième solution qui est retenue.
- Aucun produit alcoolisé ne peut être vendu à une personne de moins de 20 ans.
- Les systembolagets sont tous fermés le dimanche et ouverts seulement entre 10h et 15h le samedi.

## Assouplissement des règles
Une loi adoptée le 23 avril 2025 permet désormais de vendre, en quantité limitée, des vins à la ferme. Ce sera possible après avoir suivi une conférence ou une visite sur le lieu de production. Les quantités autorisées sont faibles (0,7 litre pour un alcool fort et 3 litres de vin, bière ou cidre. Cette loi entre en vigueur le 1er juin 2025.

## Conséquences
Contrairement à ce qui est souvent dit, le Systembolaget n'est pas le plus grand acheteur de vin et de spiritueux au monde. Il est devancé de loin, entre autres, par Tesco en Grande-Bretagne.
Les taxes élevées appliquées aux boissons alcoolisées (et d'autant plus élevées que le degré d'alcool est important) ont cependant amené beaucoup de Suédois à emprunter la « route de la soif », vers l'Allemagne via le Danemark pour les habitants du sud du pays et vers l'Estonie pour ceux de l'est.
Toutefois, la majorité des Suédois semble favorable à la poursuite de ce système. Les horaires d'ouverture restrictives peuvent mener les consommateurs à surstocker chez eux, ce qui facilite la consommation avec abus. La politique de non-promotion des produits provoque une linéarité dans l'offre, ce qui mène les plus jeunes générations à se tourner vers les bars pour découvrir de nouveaux produits, en particulier en ce qui concerne les vins.

## Corruption
En 2003, une affaire de corruption massive au sein des enseignes Systembolaget éclate. Dès 2005, dans une série de procès, 77 anciens chefs de boutique Systembolaget comparaissent devant les tribunaux pour avoir accepté cadeaux, voyages, prêts personnels, ... de la part de fournisseurs d'alcool.